# 巴尔德孔查
巴尔德孔查，是西班牙卡斯蒂利亚-拉曼恰瓜达拉哈拉省的一个市镇。总面积24平方公里，总人口71人（2001年），人口密度3人/平方公里。